# نعناع دغلي حلو الرائحة
نعناع دغلي حلو الرائحة (الاسم العلمي:Hyptis suaveolens) هو نوع من النباتات يتبع جنس النعناع الدغلي من الفصيلة الشفوية.

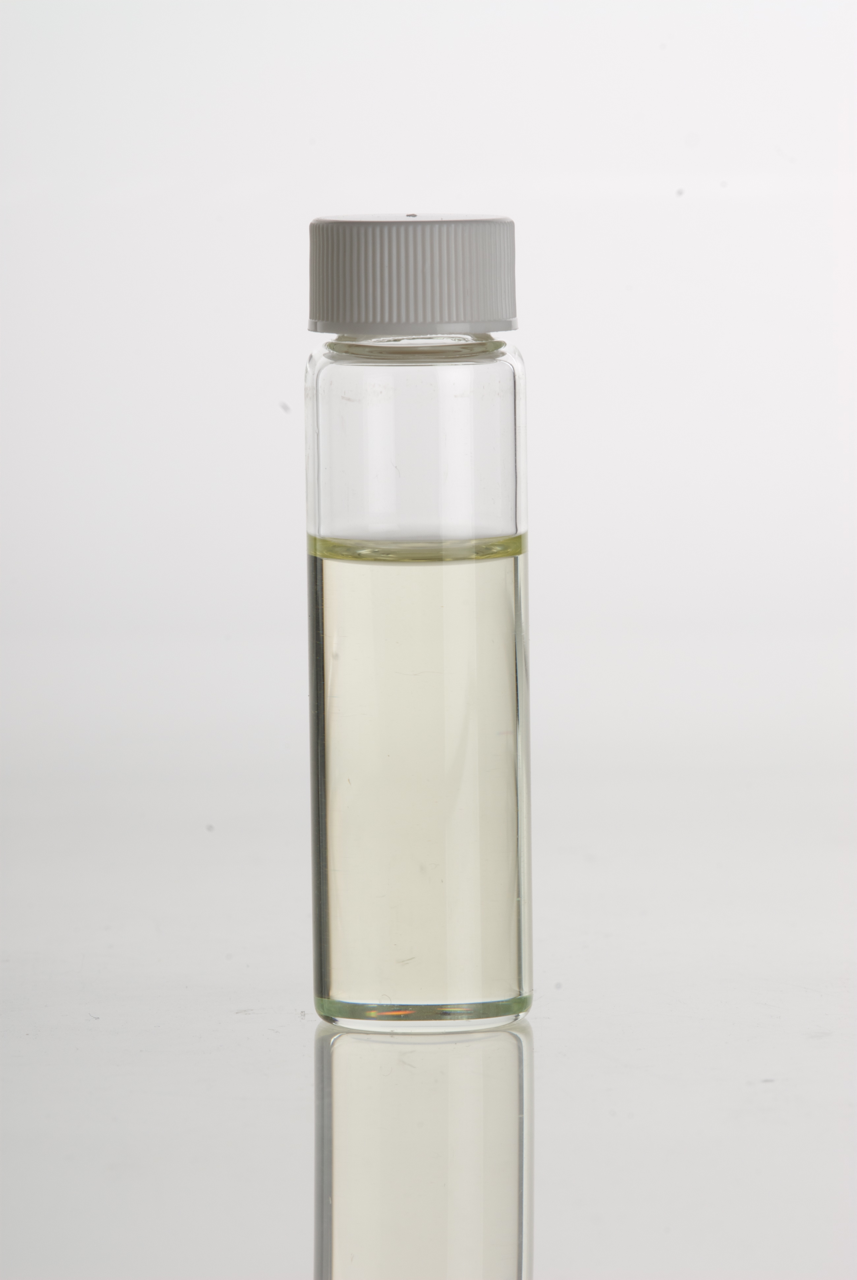
زيت مركز من النعناع الدغلي حلو الرائحة في قارورة زجاجية شفافة

## صور

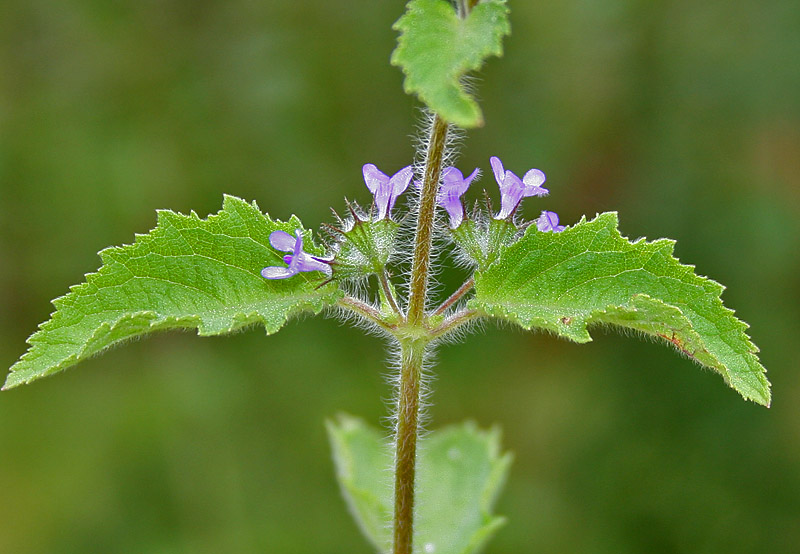
in حيدر آباد.
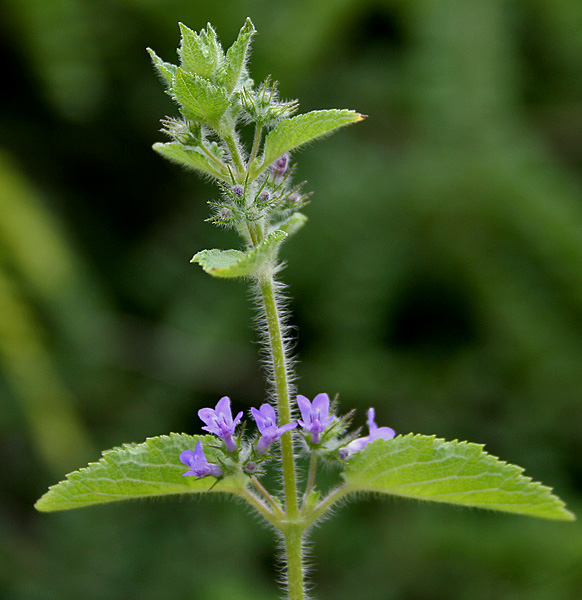
in حيدر آباد.
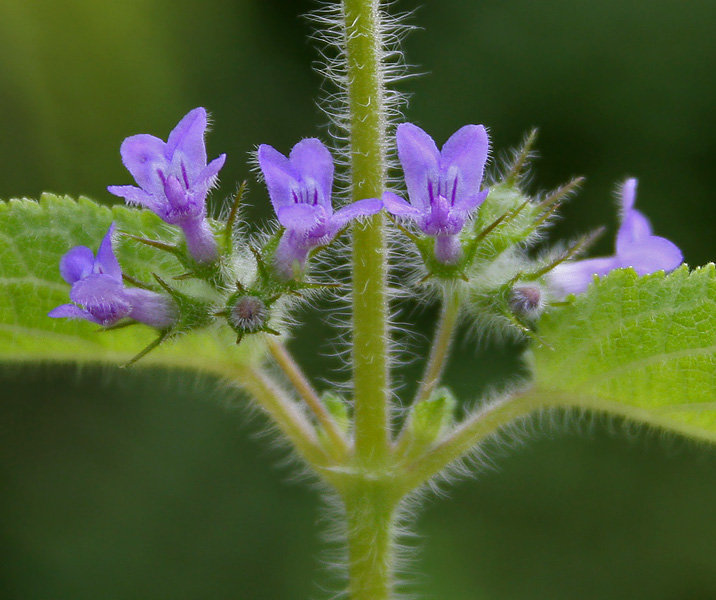
in حيدر آباد.
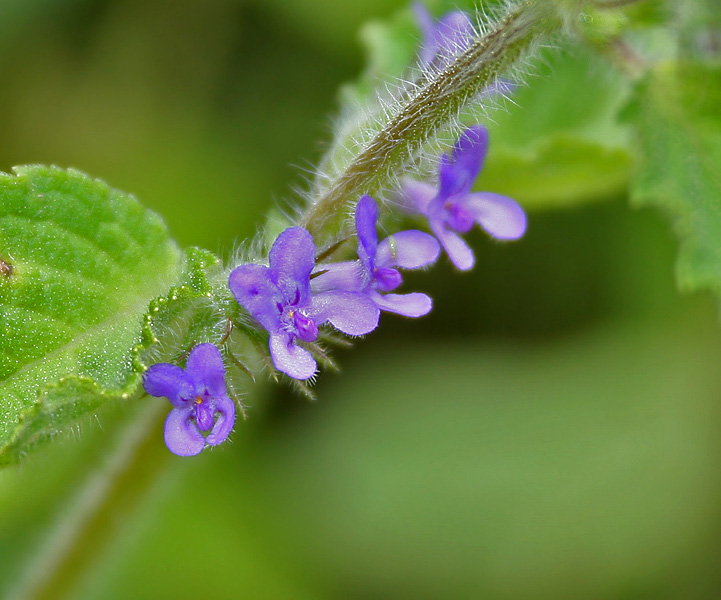
in حيدر آباد.